# Museo etnografico del Friuli
Il Museo Etnografico del Friuli è un museo di Udine.
Riaperto nell'ottobre 2010, dopo oltre vent'anni, nella nuova sede espositiva di Palazzo Giacomelli di Udine, il Museo Etnografico del Friuli raccoglie, conserva, valorizza e ripropone al visitatore con interpretazione critica i materiali dell'ampia collezione con l'intento di divulgare la tradizione popolare friulana.
Finalità primarie del Museo sono il recupero e la dinamica valorizzazione della memoria identitaria del popolo e della terra friulana, non solo attraverso oggetti ma anche supporti audiovisivi e testimonianze documentarie atte a attestare nella complessità dei loro rapporti e delle relazioni, dimensioni simboliche, rituali e linguistiche tutti gli aspetti della vita tradizionale nelle sue diverse manifestazioni.

## Collezioni
Il patrimonio del Museo è per la maggior parte costituito dai fondi:
- collezione Perusini degli etnografi Gaetano Perusini e Lea D’Orlandi, che  si sono dedicati congiuntamente allo studio del costume e della storia dell'abbigliamento tradizionale in Friuli;
- Luigi e Andreina Ciceri, la collezione dei due coniugi copre un campo di studio molto vasto, musica tradizionale, gioco, forme della religiosità, medicina popolare e farmacopea, tradizione del mobile, ...

## Percorso espositivo
Sviluppato su tre piani, con esposizioni permanenti e spazi per rassegne temporanee, il percorso museale è suddiviso in aree tematiche:

### Sezione Intorno al fuoco. Spazi, riti e simboli
- Fogolâr – Fogolârs. Dalla famiglia ai Friulani nel mondo.
- Calendario. Feste e riti dell'anno.
- Architettura del focolare. Intorno al focolare, illuminare, misurare il tempo.

### Sezione Tracce del sacro. Forme e segni della devozione
- Ex voto
- Agiografia
- Segno del sacro
- Confraternite udinesi

### Sezione Salute e malattia. Medicina, erbe e magia
- Strumenti chirurgici, farmacie, fitoterapia, rimedi popolari.

### Sezione Musica e giochi. Spazi, tempi e modi della festa
- Musica tradizionale. Ballo, canto e frastuono.
- Divertirsi. Gioco e spettacolo.

### Sezione Dalla fibra all'abito. Spazi, riti, simboli
- Filatura e tessitura. Materie, saperi e manufatti.
- Abbigliamento tradizionale friulano.

### Sala dedicata a Borgo Grazzano (Borg dai crotars)
- Le rogge di Udine.
- La chiesa di San Giorgio Maggiore.